# Castel Ritaldi
Castel Ritaldi è un comune italiano di 3 003 abitanti della provincia di Perugia in Umbria.

## Geografia fisica
- Classificazione climatica: zona E, 2109 GR/G

Castel Ritaldi fa parte di:
- Città dell'Olio[4]

## Monumenti e luoghi di interesse
- Chiesa di Santa Marina nel capoluogo: la chiesa, anticamente benedettina, fu ceduta agli Eremitani nel 1321 che la tennero fino al 1818 quando divenne parrocchiale. L'interno conserva, nel presbiterio, a destra una grande nicchia forse corrispondente all'antico presbiterio decorato da un affresco di Tiberio di Assisi. Di fronte è un altare recante un dipinto con la Madonna del Soccorso, datata 1509 ed attribuita a Lattanzio di Nicolò[5].

## Società

### Evoluzione demografica
Abitanti censiti

### Etnie e minoranze straniere
Secondo i dati ISTAT al 31 dicembre 2010 la popolazione straniera residente era di 422 persone. Le nazionalità maggiormente rappresentate in base alla loro percentuale sul totale della popolazione residente erano:
- Albania 147 4,38%
- Romania 89 2,65%
- Marocco 42 1,25%

## Amministrazione
| Periodo        | Periodo        | Primo cittadino   | Partito                                    | Carica  | Note  |
| -------------- | -------------- | ----------------- | ------------------------------------------ | ------- | ----- |
| 4 luglio 1985  | 8 giugno 1990  | Gabriele Menghini | Partito Comunista Italiano                 | Sindaco | [ 8 ] |
| 9 giugno 1990  | 23 aprile 1995 | Angelo Gelmetti   | Partito Socialista Italiano                | Sindaco | [ 8 ] |
| 24 aprile 1995 | 27 giugno 1999 | Augusto Mancini   | Centro-sinistra                            | Sindaco | [ 8 ] |
| 28 giugno 1999 | 13 giugno 2004 | Francesco Venturi | Centro-sinistra                            | Sindaco | [ 8 ] |
| 14 giugno 2004 | 7 giugno 2009  | Francesco Venturi | Centro-sinistra                            | Sindaco | [ 8 ] |
| 8 giugno 2009  | 25 maggio 2014 | Andrea Reali      | Centro-sinistra                            | Sindaco | [ 8 ] |
| 26 maggio 2014 | 26 maggio 2019 | Andrea Reali      | Il percorso per crescere (Centro-sinistra) | Sindaco | [ 8 ] |
| 27 maggio 2019 | in carica      | Elisa Sabbatini   | Viviamo Castel Ritaldi                     | Sindaco | [ 8 ] |

### Gemellaggi
Castel Ritaldi è gemellato con:
- Ijadabra, Libano, dal 1999.

## Galleria d'immagini

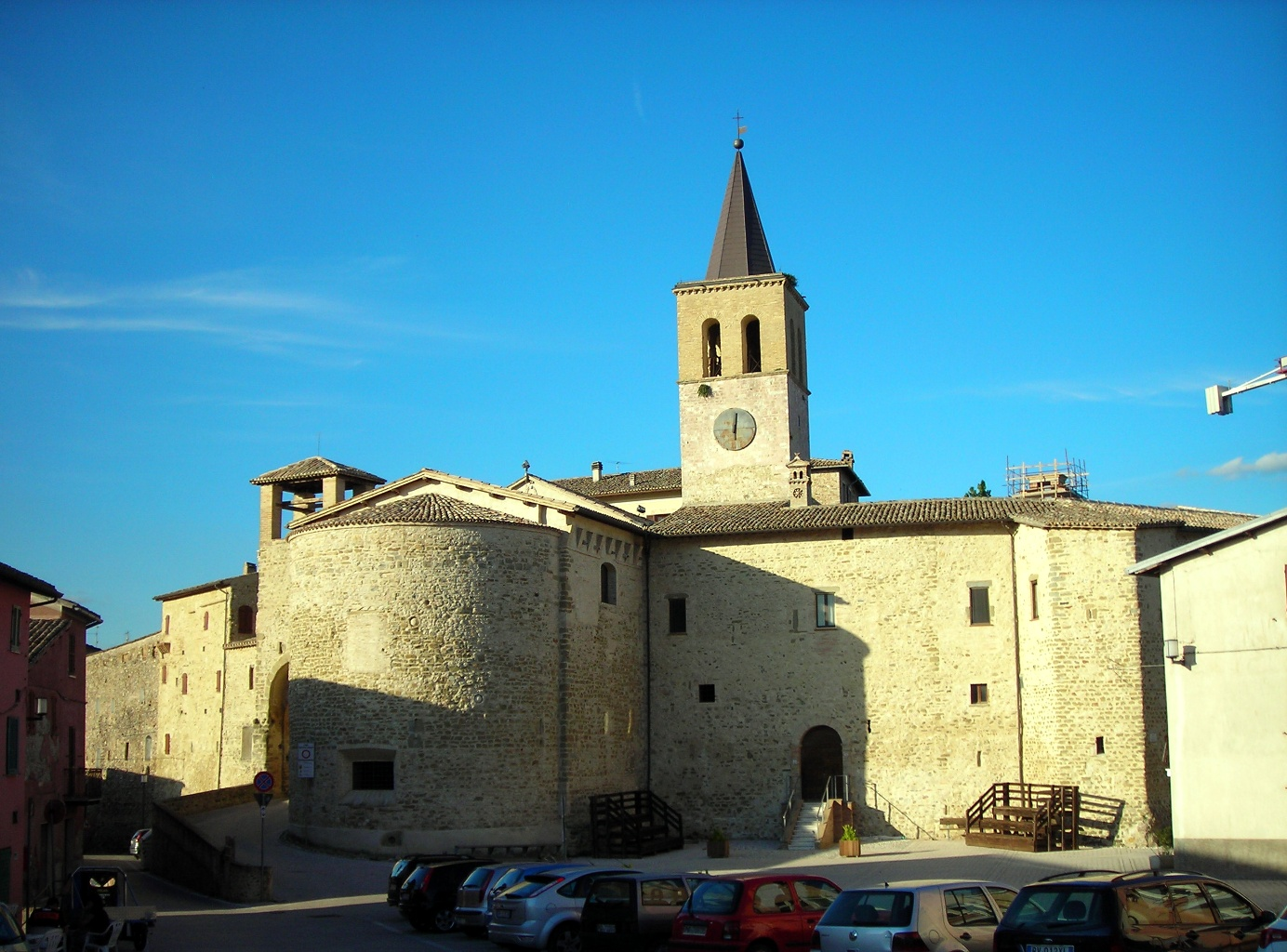
Veduta del castello
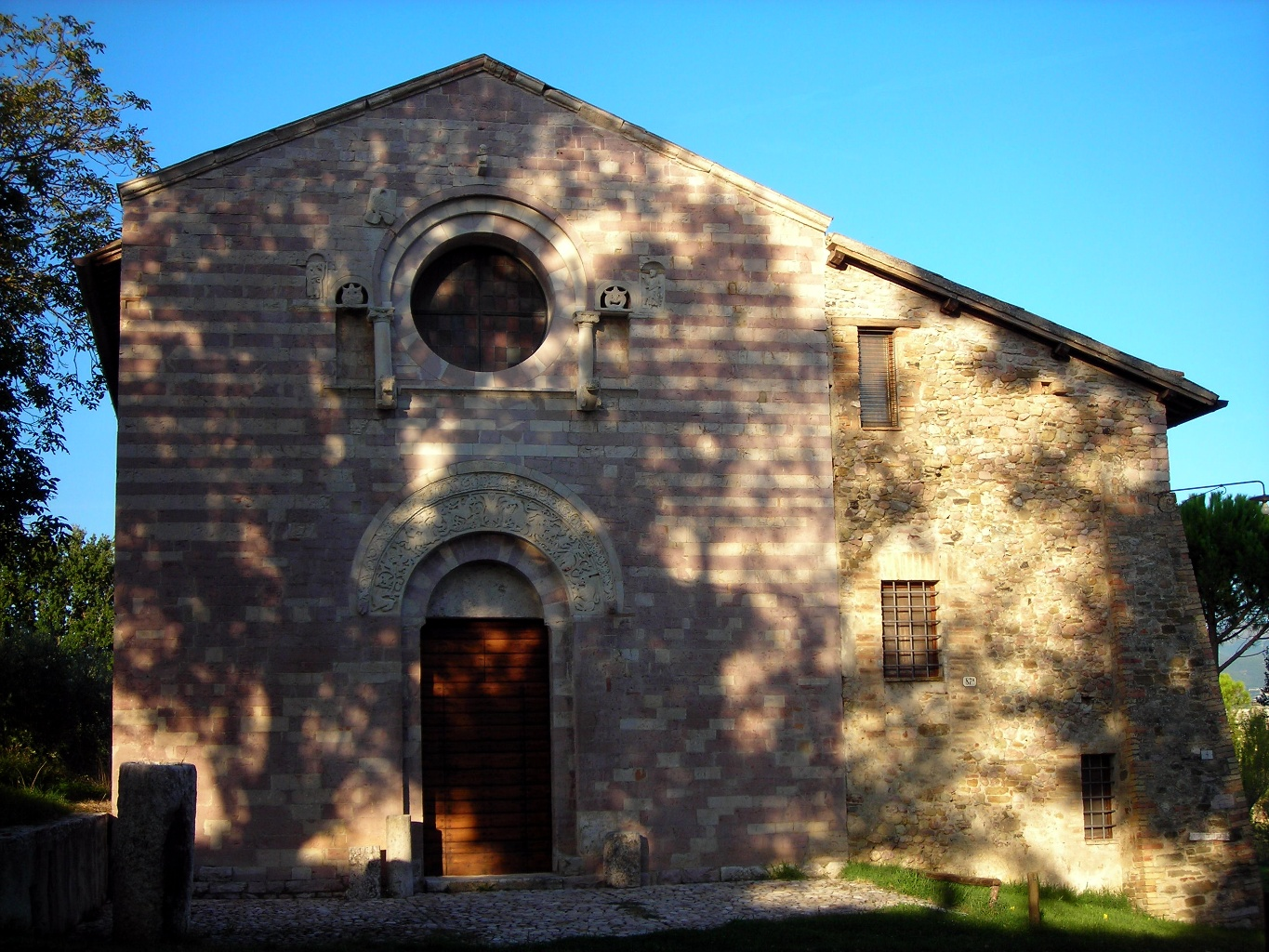
Pieve di San Gregorio (XIII secolo)